# Erigonoplus nobilis
Espèce
Erigonoplus nobilis est une espèce d'araignées aranéomorphes de la famille des Linyphiidae.

## Distribution
Cette espèce est endémique du Trentin-Haut-Adige en Italie,. Elle se rencontre à Bressanone dans la province autonome de Bolzano vers 650 m d'altitude.

## Description
Le mâle holotype mesure 1,3 mm et la femelle paratype 1,3 mm.

## Publication originale
- Thaler, 1991 : Über wenig bekannte Zwergspinnen aus den Alpen-VIII (Arachnida: Aranei, Linyphiidae: Erigoninae). Revue Suisse de Zoologie, vol. 98, p. 165-184 (texte intégral).